# 你与滑雪场
《你与滑雪场》（日语： Kimi to Gerende）是日本摇滚乐队SHISHAMO的第4张单曲，于2015年12月2日发行。

## 简介
本作《你与滑雪场》是继SHISHAMO首张单曲《你与夏季音乐节》之后第二张“你与○○”系列单曲，与后者不同的是本作将场景从夏季移至冬季，歌曲描绘了悲伤的单恋情景，与轻快的节奏形成独有的风格。
单曲发售前一周的11月27日，SHISHAMO在朝日电视台音乐节目《MUSIC STATION》中演出了这首歌曲，这也是SHISHAMO乐队首次在电视节目中亮相演出。同日在此前巡回演唱会中演出本作的录像也限时公开。
本作的MV在12月25日公开，由上原实矩主演，导演。
CD唱片的封面依然由主唱宫崎绘制。

## 发行
《你与滑雪场》于2015年12月2日发行。
- 普通盘（商品编号：XQFQ-1414）

## 收录
| CD       | CD             | CD   |
| 曲序     | 曲目           | 时长 |
| -------- | -------------- | ---- |
| 1.       | （你与滑雪场） | 4:19 |
| 2.       | （女人心）     | 4:35 |
| 总时长： | 总时长：       | 8:54 |